# Chrostosoma chalconitis
Chrostosoma chalconitis är en fjärilsart som beskrevs av Druce 1883. Chrostosoma chalconitis ingår i släktet Chrostosoma och familjen björnspinnare. Inga underarter finns listade i Catalogue of Life.